# Паздерски, Георг
Георг Паздерски (нем. Georg Pazderski, род. 6 октября 1951 года, Пирмазенс, Рейнланд-Пфальц) — немецкий политик из партии АдГ.
В 2013 году он был управляющим директором берлинского отдела АдГ; с 2013 по 2015 год он был федеральным управляющим. С января 2016 года по ноябрь 2017 года был одним из двух земельных председателей берлинского отдела АдГ; затем до января 2020 года был единственным земельным председателем. С 2016 по 2021 год был членом Палаты депутатов Берлина и председателем ее парламентской группы. С 2017 года по ноябрь 2019 года он также был одним из трех заместителей федерального пресс-секретаря АдГ; с 2015 по 2017 год он уже работал в качестве асессора в федеральном исполнительном комитете.

## Биография
Паздерский родился в Пирмазенсе, Рейнланд-Пфальц, в семье отца-поляка и матери-немки. Его отец был депортирован в Германский рейх как подневольный работник во времена национал-социализма и заключен в трудовой лагерь.
Георг Паздерски получил профессионально-техническое образование по специальности «оптовый торговец». Затем он стал солдатом бундесвера. В бундесвере он прошел офицерскую подготовку и изучал там деловое администрирование. С 1987 по 1989 год он прошел 30-й курс Генерального штаба (H) в командно-штабном училище бундесвера в Гамбурге.
С 1990 по 1998 год он участвовал в создании бундесвера в новых федеральных землях. В 1992—1993 годах он стал командиром 391-го мотопехотного батальона в Бад-Зальцунгене в звании оберст-лейтенанта. В середине 1990-х годов он был командирован в Сараево, Босния и Герцеговина в рамках зарубежной командировки. В 2000—2001 годах он был советником по вопросам безопасности и оборонной политики Постоянного представителя Федеративной Республики Германия при Европейском Союзе Вильгельма Шёнфельдера в Брюсселе, Бельгия. В Мюнстере он был заместителем начальника штаба и начальником оперативного отдела 1-го немецко-голландского корпуса. В качестве одного из трех руководителей международной группы планирования («Объединенная группа планирования»), состоящей из примерно 30 штабных офицеров из стран-партнеров по операции «Несокрушимая свобода», он служил с 2005 по 2010 год под началом нескольких командующих, включая генерала США Дэвида Петреуса, в штаб-квартире Центрального командования Вооруженных сил США на авиабазе Макдилл в Тампе, штат Флорида, США. Совсем недавно он провел два года в качестве начальника отдела логистики в Объединенном командовании объединенных сил НАТО в Лиссабоне в Оэйраше под Лиссабоном в Португалии. Прослужив в общей сложности 41 год в качестве профессионального военного, он вышел в отставку в конце 2012 года в звании оберста службы Генерального штаба.
Он является заместителем председателя некоммерческой ассоциации Perspektive Afrika.
С 2010 года он вместе с женой постоянно проживает в Берлине.

## Партийная работа
Паздерски присоединился к партии «Альтернатива для Германии» (АдГ) в 2013 году. С 15 мая по 30 сентября 2013 года он был исполнительным директором АдГ в Берлине, а с 1 октября 2013 года по 30 июня 2015 года — федеральным исполнительным директором. После съезда партии в Эссене в июле 2015 года он является членом федерального исполнительного комитета в качестве шестого из шести избранных асессоров (55,9 % голосов против философа Марка Йонгена, получившего 41,2 %). В январе 2016 года Паздерски был избран на партийной конференции земли Берлин вторым земельным председателем АдГ в Берлине, набрав около 56 процентов голосов. После обвинений в мошенничестве из-за двойного голосования, нотариального пересчета голосов и заключения двух партийных судов о том, что Паздерски незаконно занимал свой пост, в ноябре 2017 года состоялись новые выборы исполнительного совета. Паздерски не выполнил требование суда проинформировать членов партии о недействительных выборах к сентябрю 2017 года. На государственной партийной конференции 4 ноября 2017 года он был избран единоличным председателем AfD Berlin с 78,8 % голосов.
В апреле 2016 года избирательный съезд штата избрал его главным кандидатом от своей партии на выборах в Палату депутатов Берлина в 2016 году. Он вошел в Палату депутатов по списку штата — его партия получила 14,2 процента голосов второго состава, — в которой он был членом Совета старейшин до своего ухода из Палаты. Он также стал председателем своей парламентской фракции. Паздерски был членом 16-го Федерального собрания, которое собралось в феврале 2017 года для избрания федерального президента Германии.
На выборах в Бундестаг в 2017 году Паздерски баллотировался как прямой кандидат по округу Берлин-Панков, но не прошел в Бундестаг, набрав 12,1 процента первичных голосов.
На федеральной партийной конференции в Ганновере 2-3 декабря 2017 года Паздерски баллотировался на пост сопредседателя федерального исполнительного комитета АдГ. В двух голосованиях он конкурировал с Дорис фон Зейн-Витгенштейн, которая неожиданно выдвинула свою кандидатуру, но получила лишь 47 и 49 процентов голосов соответственно и, таким образом, как и его оппонент, не дотянула до 50 процентов, необходимых для избрания. В результате оба сняли свои кандидатуры, и в ходе нового голосования был избран Александр Гауланд. Затем Паздерский был избран заместителем федерального лидера, набрав 51,2 процента голосов.
В июне 2021 года Паздерски был избран на 4-е место в берлинском земельном списке АдГ на выборах в Бундестаг 2021 года, но снова не прошел в него, набрав 8 процентов для АдГ в Берлине.

## Политическая линия

### Берлинский курс
Паздерски представил «Берлинский курс» как стратегию берлинского отдела АдГ. Цель этой стратегии — убедить избирателей и возможных будущих партнеров по коалиции с помощью «умеренной, либеральной и ориентированной на конкретные вопросы политики». На 2021 год Паздерски считает возможным терпимое отношение к правительству меньшинства.
Как партия, представляющая почти пятую часть электората, АдГ должна «как можно скорее продемонстрировать свою способность управлять страной и четко заявить о своей готовности к управлению». Если ХДС и СвДП откажутся сотрудничать с АдГ, это увеличит вероятность того, что красно-красно-зеленые навсегда останутся в Сенате. По мнению Паздерски, буржуазное большинство будет только с АдГ.

### Призыв сотни «За единую и сильную АдГ»
После выступления Бьёрна Хёке на собрании в Киффхойзере 10 июля 2019 года было опубликовано обращение, в котором около сотни функционеров АдГ обвинили лидера Der Flügel Бьёрна Хёке в раскольнических тенденциях и «культе личности» и отвергли претензии на власть, связанные с заявлением Хёке о борьбе за его замену в федеральной исполнительной власти. В то же время Паздерски подчеркнул важность Крыла: «Крыло может играть очень, очень важную роль в АдГ», оно должно «укрепить партию вправо». В то же время Паздерски дал понять: «Мы не призываем к исключению из партии». Он ожидает, что Хёке «проведет очень четкую линию вправо».

### Гражданско-консервативный профиль АдГ
После того как АдГ лишь с небольшим отрывом удалось вновь пройти в Парламент Гамбурга в 2020 году, Паздерски призвал: «АдГ должна заострить свой гражданско-консервативный образ и провести еще более четкую линию по отношению к ультраправым». После земельных выборов в Рейнланд-Пфальце и Баден-Вюртемберге в 2021 году он снова призвал АдГ «наконец-то еще более четко отделить себя от ультраправых».
После федеральных выборов 2021 года, на которых АдГ в Берлине набрала всего 8 процентов, Паздерски подверг резкой критике главного кандидата Кристин Бринкер и возложил на нее вину за относительно низкий результат партии. Он особенно критиковал АдГ за то, что в ходе предвыборной кампании она не показала свои грубые стороны, а также за близость Кристин Бринкер к формально распущенному ультраправому крылу АдГ и движению «Кверденкер». В ходе этого Паздерски также критиковал всю АдГ за то, что в ходе избирательной кампании она слишком сильно стремилась к сближению с теоретиками заговора, и призывал к более четкому отграничению от правого фронта. Близость к латеральным мыслителям и теоретикам заговора «не подходит для того, чтобы вдохновить консервативных избирателей АдГ».

## Политическая позиция

### Нищета иммигрантов
В своей вступительной речи на партийной конференции 4 мая 2019 года Паздерски объяснил такие проблемы, как нехватка жилья, отсутствие мест в детских садах и пренебрежение к провальной иммиграционной политике. Все чаще за рост населения Берлина отвечают «мигранты без перспектив из стран третьего мира». «Они являются выходцами из домов бедноты и отсталых обществ во многих регионах Ближнего и Среднего Востока и Африки. Они требуют от нас заботы и крова, не будучи в состоянии предложить многое сами и внести свой вклад в наше процветание.» Несколько раз он призывал остановить «неконтролируемую иммиграцию нищеты из стран третьего мира». В качестве государственного председателя Паздерски заявил: «Берлин должен оставаться Берлином. Мы должны развенчать миф о растущем городе». Красно-красно-зеленое правительство земли «беззастенчиво поет хвалу растущему городу». Однако в действительности многие из новых берлинцев приезжают из «бедных районов». Немецкие дети «все еще в дефиците, — объяснил он и предупредил: Мы не хотим чувствовать себя чужаками в нашем Берлине».

### Изоляция из-за Covid-19
Паздерски обосновал предложение своей парламентской группы о политике против короновируса в Палате депутатов Берлина 6 мая 2021 года: «Те, кто возводит охрану здоровья в абсолют, грешат против общества и вредят детям на всю жизнь. Меры по сдерживанию пандемии Covid-19 были непропорциональными, антижизненными и антиэкономическими. Если все явно не помогает, мы должны быть готовы открыться снова.»

### Облавы на рейхсбюргеров
После ареста членов группы рейхсбюргеров «Патриотический союз», которых обвинили в создании террористической организации, Паздерский писал в начале декабря 2022 года, что «налет на стариков-рейхсбюргеров» был «великолепно срежиссирован и стал отличным кино». Он «прекрасно понял, как вытеснить кровавый поступок в Иллеркирхберге из заголовков газет». Он имел в виду смертельное нападение с ножом на девушку и подозреваемого в этом преступлении выходца из Эритреи.

## Противоречия

### Фальшивые новости о предвыборной кампании США
В ноябре 2016 года АдГ опубликовала пресс-релиз Паздерски под названием «Федеральное правительство спонсирует избирательную кампанию Клинтон» (нем. "Bundesregierung sponsert Clinton-Wahlkampf"). В нем Паздерски утверждал, что Федеральное министерство окружающей среды вложило «несколько миллионов» денег налогоплательщиков в избирательную кампанию кандидата в президенты США Хиллари Клинтон. Берлинский областной суд признал это утверждение не соответствующим действительности, сказал о «серьезных обвинениях» и обязал АдГ внести коррективы.

### Исключение из программы памяти жертв Холокоста
В 2018 году на полях празднования ночи погрома 1938 года возник конфликт между ведущим политиком АдГ Георгом Паздерски и сотрудниками Фонда «Мемориал убитых евреев». После памятного часа в берлинской Палате депутатов политики из всех партий молча промаршировали к мемориалу. Там должны были быть зачитаны имена 57 000 убитых берлинских евреев в память о них. По словам Паздерского, лидеры всех парламентских партий в Палате депутатов зачитали эти имена. Однако ему помешала инициатор создания мемориала Леа Рош. Она спросила, является ли он представителем АдГ, а затем сказала: «Вы здесь не читаете». Директор фонда Уве Ноймаркер сослался на его права на проживание в стране. Соратник Паздерски по партии АдГ, политик Андреас Вильд, спровоцировал молчаливый марш, надев на лацкан синий василек. В Австрии в 1930-е годы василек считался отличительным знаком национал-социалистов, которые в то время были запрещены. Вильд, который уже был исключен из парламентской группы в 2017 году, был исключен из АдГ в 2021 году в-частности из-за хлопка васильками. Паздерски заявил: «Вильд не способен к политике, ему не место ни в парламентской группе, ни в демократической партии. Конструктивное сотрудничество с ним невозможно».
После того, как АдГ Берлина долгое время могла возглавлять только чрезвычайный исполнительный комитет, а евродепутат Николаус Фест больше не хотел выдвигать свою кандидатуру на пост председателя партии, 4 марта 2021 года Паздерски заявил, что будет баллотироваться на пост председателя АдГ Берлина вместе с Беатрис фон Шторх.

### #ДаБелымМужчинам
В конце 2018 года берлинская АдГ опубликовала в Twitter адвент-календарь под хэштегом #JaZuWeißenMännern (Да белым мужчинам), в котором были представлены исключительно мужчины с белым цветом кожи, которые «решающим образом сформировали нашу цивилизацию и развитие мира» и, как отметил Паздерски, не обязательно должны быть представителями правого спектра. По словам Паздерски, белые мужчины «стали для некоторых грязным словом в ходе гендерной кампании, которая уже давно сошла с рельсов». Из-за "безудержной дискриминации среди «зеленых» и «левых» белые мужчины теперь ущемлены в карьерных возможностях или публичных выступлениях. Маттиас Каманн назвал это действие в газете Welt «абсурдным» и «настолько же простодушным, насколько и анахроничным».

### Пандемия COVID-19 и «Пятницы для будущего»
В марте 2020 года Паздерски назвал молодежь и, в частности, климатических активистов «Пятницы для будущего» ответственными за распространение коронавируса. С этой целью он поделился видео, на котором молодые люди один за другим кладут в рот леденец. Однако это видео было сделано не в Германии, и на тот момент ему было уже пять месяцев. Более того, «Пятницы для будущего» уже давно отменили все демонстрации. Паздерски удалил твит.

### Теракт в Ницце 2020
В начале ноября Паздерски в своем посте на Facebook утверждал, что убийца, совершивший теракт в Ницце в 2020 году, был доставлен в Европу спасателями «Морского глаза». В результате морские спасатели из Регенсбурга получили сообщения с ненавистью, обвинениями и угрозами расправы. Министерство внутренних дел Италии подтвердило, что нападавший в Ницце самостоятельно прибыл на Лампедузу на резиновой лодке. 11 декабря 2020 года Берлинский областной суд вынес временный судебный запрет в отношении Георга Паздерски, запретив ему делать вышеупомянутое заявление. Расследование в отношении Паздерски после уголовных обвинений со стороны «Морского глаза» было прекращено прокуратурой Берлина в марте 2021 года.

### Оскорбление на почве сексизма
В середине декабря 2021 года Паздерски оскорбил в Твиттере политика партии «зеленых» Рикарду Ланг из-за ее внешности. Многие пользователи, включая видных представителей других партий, расценили это как пример сексизма и проявили солидарность с Ланг. Генеральный секретарь ХДС Пауль Зиемьяк, например, отреагировал в Твиттере следующими словами: «Недостойно и оскорбительно. Нет другого способа описать этот отвратительный твит».

## Политическая классификация
В исследовании 2016 года, проведенном по заказу связанного с партией Союз 90 / Зеленые Фонда Генриха Бёлля, Александр Хойслер и другие отнесли Паздерски к национально-консервативному крылу партии.
В 2020 году исследователь экстремизма Экхард Джесси заявил, что Паздерски был политиком, «который гораздо больше стоит за демократическое правовое государство, чем, например, Дитер Дехм и Улла Ельпке, депутаты Бундестага от партии Die Linke».
По словам Марии Фидлер из Tagesspiegel, Паздерски «считается сравнительно умеренным и одним из последних государственных лидеров, которые действительно серьезно настроены на отделение АдГ от ультраправых». Он хочет сделать АдГ «способной к формированию коалиции». Юстус Бендер и Маркус Венер также написали во Frankfurter Allgemeine Zeitung, что Паздерски «считается либерально-консервативным» и что он привержен «прагматичному курсу, среднесрочному принятию ответственности за правительство и четкому размежеванию с ультраправыми».